# Noah Shamoun
Noah Leon Shamoun (8 dicembre 2002) è un calciatore siriano con cittadinanza svedese, centrocampista o attaccante dell'IFK Värnamo in prestito dal Randers.

## Carriera

### Club
Cresciuto calcisticamente nelle giovanili dell'Husqvarna, ha iniziato la sua carriera nella terza divisione svedese con la maglia dell'Assyriska IK.
Poco prima dell'inizio della stagione 2021, si è trasferito al Kalmar, formazione militante nell'Allsvenskan. Il 12 aprile dello stesso anno ha esordito nella massima divisione svedese, giocando l'incontro pareggiato per 0-0 contro l'Östersund. L'8 maggio 2022, ha realizzato i suoi primi gol in campionato, siglando una doppietta nella vittoria per 2-0 ai danni dell'Hammarby. Al Kalmar è rimasto complessivamente per tre anni, durante i quali ha totalizzato 74 presenze in campionato e 6 reti. Nel dicembre 2023 il suo contratto è scaduto e si è dunque svincolato.
Il 5 febbraio 2024 è diventato ufficialmente un giocatore del club danese del Randers, che lo ha ingaggiato a parametro zero con un contratto di tre anni e mezzo. Poco utilizzato, con presenze generalmente limitate a sporadici subentri e numerose panchine senza ingresso in campo, nel luglio 2025 è stato ceduto in prestito all'IFK Värnamo, in quel momento ultimo in classifica nell'Allsvenskan 2025 poco prima di metà torneo.

### Nazionale
Ha giocato nelle nazionali giovanili svedesi Under-20 ed Under-21.
Nel 2024 ha esordito con la nazionale siriana.

## Statistiche

### Presenze e reti nei club
Statistiche aggiornate al 15 maggio 2022.
| Stagione        | Squadra         | Campionato      | Campionato | Campionato | Coppe nazionali | Coppe nazionali | Coppe nazionali | Coppe continentali | Coppe continentali | Coppe continentali | Altre coppe | Altre coppe | Altre coppe | Totale | Totale |
| Stagione        | Squadra         | Comp            | Pres       | Reti       | Comp            | Pres            | Reti            | Comp               | Pres               | Reti               | Comp        | Pres        | Reti        | Pres   | Reti   |
| --------------- | --------------- | --------------- | ---------- | ---------- | --------------- | --------------- | --------------- | ------------------ | ------------------ | ------------------ | ----------- | ----------- | ----------- | ------ | ------ |
| 2019            | Assyriska IK    | D1              | 19         | 2          | CS              | 1               | 0               |                    | -                  | -                  |             | -           | -           | 20     | 2      |
| 2020            | Assyriska IK    | E               | 27         | 5          |                 | -               | -               |                    | -                  | -                  |             | -           | -           | 27     | 5      |
| 2021            | Kalmar          | A               | 20         | 0          | CS              | 1               | 1               |                    | -                  | -                  |             | -           | -           | 21     | 1      |
| 2022            | Kalmar          | A               | 5          | 2          | CS              | 3               | 0               |                    | -                  | -                  |             | -           | -           | 8      | 2      |
| Totale carriera | Totale carriera | Totale carriera | 71         | 9          |                 | 5               | 1               |                    | -                  | -                  |             | -           | -           | 76     | 10     |